# غسان سلهب
ولد غسان سلهب في داكار,السنغال عام 1958 لأبوين لبنانيين. علاوة على ذلك يقوم بصنع أفلامه الخاصة, سلهب يساهم في سيناريوهات في لبنان وفرنسا،
لقد قام بإخراج ثلاثة أفلام مميزة Beyrouth Fantome، Terra Incognit، والرجل المفقود. قام أيضاً بعمل أعداد هائلة من الأفلام القصيرة والفيديو من ضمنها، Posthume, Narcisse Perdu, جسدي الحي، جسدي الميت(جثتي),La Rose de Personne, Afrique Fantome, و Apres la Mort.

## وصلات خارجية
- الموقع الرسمي
- غسان سلهب على موقع IMDb (الإنجليزية)
- غسان سلهب على موقع ألو سيني (الفرنسية)
- غسان سلهب على موقع أول موفي (الإنجليزية)
- غسان سلهب على موقع قاعدة بيانات الفيلم (الإنجليزية)
- غسان سلهب على موقع كينوبويسك (الروسية)